# Riccardo Freda
Riccardo Freda (Alessandria d'Egitto, 24 febbraio 1909 – Roma, 20 dicembre 1999) è stato un regista e sceneggiatore italiano.
A Freda spetta il primato del primo film dell'orrore italiano, con I vampiri (1957) .

## Biografia
Nato in Egitto da famiglia napoletana, dopo aver terminato gli studi a Milano nel 1937 si dedicò alla scultura e alla critica d'arte su Il Popolo di Lombardia; quindi lavorò con Luigi Freddi alla Direzione generale Cinema e iniziò la sua carriera cinematografica come assistente alla produzione per Tirrenia e poi Elica Film e come sceneggiatore per registi come Gennaro Righelli, Goffredo Alessandrini e Raffaello Matarazzo, partecipando anche come attore a qualche pellicola, tra cui il film per ragazzi Piccoli naufraghi (1939), dove è accreditato come Riccardo Santelmo.
L'esordio come regista è del 1942 con l'avventuroso Don Cesare di Bazan, che fu definito un "capolavoro" da Leo Longanesi. Negli anni successivi, mentre si andava affermando la scuola neorealista (da Freda avversata), proseguì nel filone storico-avventuroso, ispirandosi spesso a classici letterari. Con Mario Monicelli e Ennio De Concini scrisse la sceneggiatura di uno dei primi protogialli italiani, Il tradimento, interpretato da Amedeo Nazzari e Vittorio Gassman. Fra i suoi film più famosi di questo periodo: Aquila nera (1946), da un racconto di Puskin, I miserabili (1948), dal romanzo di Hugo, con protagonista Gino Cervi, Teodora (1954), con Gianna Maria Canale, Beatrice Cenci (1956), dal romanzo di Guerrazzi.
Per Freda il cinema è innanzitutto "azione, emozione, tensione, velocità" e ciò che gli interessa raccontare non è "l'uomo banale, l'uomo quotidiano" ma "l'eroe": "l'uomo che vive epoche grandiose, di grandi conflitti". A differenza di altri registi di questo periodo, come Antonio Margheriti e Mario Bava, Freda ebbe la possibilità di lavorare in film con budget piuttosto elevati, ottenendo risultati tecnici egregi. Freda dichiarò che il negativo del suo Spartaco fu comperato per 50.000 dollari dai produttori del più famoso film realizzato da Stanley Kubrick per impedirne una riedizione.
Nella sua vasta filmografia, spiccano anche film horror (Freda preferiva chiamarli film d'épouvante), come I vampiri (1957), Caltiki, il mostro immortale (1959), L'orribile segreto del dr. Hichcock (1962) e Lo spettro (1963), film di spionaggio, peplum, storici, d'avventura e gialli all'italiana. Il suo ultimo film fu Murder Obsession (Follia omicida) (1981). Nel 1994 girò alcune riprese del film Eloise, la figlia di D'Artagnan di Bertrand Tavernier, ma alcuni dissidi con la produzione causarono l'allontanamento dell'anziano, ma ancora capace regista.
Nel libro di memorie Divoratori di celluloide ha lasciato una sua definizione del cosiddetto "film dell'orrore": "Nulla a che vedere con la rappresentazione oggettiva di qualche mostro. È un espediente che ritengo di qualità inferiore, quasi da carnevale di Viareggio della cui cartapesta ci si serve per incutere spavento ai più sprovveduti". L'orrore, secondo Freda, "è quello radicato dentro di noi fin dalla nascita. È un terrore atavico che probabilmente risale ai primordi dell'uomo delle caverne, quando gli esseri che formavano ancora un anello di transizione fra la scimmia e i primi umanoidi si rintanavano nel profondo delle loro grotte, malamente illuminate dallo stanco bagliore di qualche focolare, mentre fuori, nel buio immenso di quelle notti senza fine, si scatenavano tempeste di violenza apocalittica («diluvio universale») ed echeggiavano spaventosi barriti e ruggiti di mastodontiche fiere".

## Filmografia

### Attore
- Piccoli naufraghi, regia di Flavio Calzavara (1939)
- Inferno nel deserto (Sundown), regia di Henry Hathaway (1941)
- I vampiri, regia di Riccardo Freda (1957)
- Un tour de manège, regia di Pierre Pradinas (1988)

### Montatore
- Piccoli naufraghi, regia di Flavio Calzavara (1938)
- L'avventuriera del piano di sopra, regia di Raffaello Matarazzo (1941)
- 07... tassì, regia di Alberto D'Aversa (1945)

### Produttore
- Caravaggio, il pittore maledetto, regia di Goffredo Alessandrini (1940)
- L'avventuriera del piano di sopra, regia di Raffaello Matarazzo (1941)
- Buongiorno, Madrid!, regia di Max Neufeld (1943)

### Regista
- Don Cesare di Bazan (1942)
- Non canto più (1945)
- Tutta la città canta (1945)
- Aquila nera (1946)
- I miserabili (1948)
- Il cavaliere misterioso (1948)
- Guarany (1948)
- O Caçula do Barulho (1949)
- Il conte Ugolino (1949)
- Il figlio di d'Artagnan (1949)
- Magia a prezzi modici – cortometraggio (1950)
- Il tradimento (1951)
- La vendetta di Aquila Nera (1951)
- L'astuto barone (ovvero l'eredità contesa) – cortometraggio (1951)
- Tenori per forza – cortometraggio (1951)
- Vedi Napoli e poi muori (1952)
- La leggenda del Piave (1952)
- I mosaici di Ravenna – cortometraggio (1953)
- Spartaco (1953)
- Teodora (1954)
- Da qui all'eredità (1955)
- Beatrice Cenci (1956)
- I vampiri (1957)
- Agguato a Tangeri (1957)
- Agi Murad, il diavolo bianco (1959)
- Caltiki, il mostro immortale (1959)
- I giganti della Tessaglia (Gli Argonauti) (1960)
- Caccia all'uomo (1961)
- Maciste alla corte del Gran Khan (1961)
- L'orribile segreto del dr. Hichcock (1962)
- Maciste all'inferno (1962)
- Le sette spade del vendicatore (1962)
- Oro per i Cesari, co-regia con André De Toth (1962)
- Lo spettro (1963)
- Il magnifico avventuriero (1963)
- Romeo e Giulietta (1964)
- Genoveffa di Brabante (1964)
- Le due orfanelle (1965)
- Agente 777 missione Summergame (1966)
- Trappola per l'assassino (Roger-La-Honte) (1967)
- Moresque - Obiettivo allucinante (Coplan ouvre le feu à Mexico) (1967)
- La morte non conta i dollari (1967)
- A doppia faccia (1969)
- L'iguana dalla lingua di fuoco (1971)
- La salamandra del deserto (1971)
- Estratto dagli archivi segreti della polizia di una capitale europea (1972)
- Murder Obsession (Follia omicida) (1981)
- Quarto comandamento, regia di Bertrand Tavernier (1987) - Regista della seconda unità

### Sceneggiatore
- Lasciate ogni speranza, regia di Gennaro Righelli (1937)
- L'allegro cantante, regia di Gennaro Righelli (1938)
- La voce senza volto, regia di Gennaro Righelli (1938)
- Fuochi d'artificio, regia di Gennaro Righelli (1938)
- Il cavaliere di San Marco, regia di Gennaro Righelli (1938)
- Piccoli naufraghi, regia di Flavio Calzavara (1938)
- Il barone di Corbò, regia di Gennaro Righelli (1939)
- In campagna è caduta una stella, regia di Eduardo De Filippo (1939)
- Cento lettere d'amore, regia di Max Neufeld (1940)
- La granduchessa si diverte, regia di Giacomo Gentilomo (1940)
- Caravaggio, il pittore maledetto, regia di Goffredo Alessandrini (1940)
- L'avventuriera del piano di sopra, regia di Raffaello Matarazzo (1941)
- Notte di fortuna, regia di Raffaello Matarazzo (1941)
- Buongiorno, Madrid!, regia di Max Neufeld (1942)
- L'abito nero da sposa, regia di Luigi Zampa (1945)
- Genoveffa di Brabante, regia di José Luis Monter (1964)

### Soggetto
- Eloise, la figlia di D'Artagnan, regia di Bertrand Tavernier, (1994), anche regista per i primi giorni di riprese